# Jimmy Lemi Milla
Jimmy Lemi Milla (* 8. August 1948 in Äquatoria (heute: al-Istiwa'iyya al-wusta); † 9. Februar 2011 in Juba) war ein südsudanesischer Politiker. Er bekleidete bis zu seinem Tod den Posten des Ministers für ländliche Entwicklung im Südsudan.
Milla studierte an der Makerere-Universität in Uganda, wo er 1973 seinen Bachelor of Arts erhielt. Danach setzte er sein Studium in der Universität Addis Abeba, Äthiopien fort, sowie an der Khartoum School of Mass Communication.
Während seiner politischen Karriere war er unter anderem Staatsminister für Bildung in al-Istiwa'iyya al-wusta sowie Vizegouverneur dieses Bundesstaates.
Jimmy Lemi Milla wurde am 9. Februar 2011 in seinem Büro in Juba ermordet. Die Umstände sind noch ungeklärt (derzeit Februar 2011). Er war verheiratet und hatte Kinder.